# Basilique byzantine de Nerodimlje

La basilique byzantine de Nerodimlje (en serbe cyrillique : Византијска базилика ; en serbe latin : Vizantijska bazilika) est une église située au Kosovo, à Nerodime e Epërme/Gornje Nerodimlje, près de la ville de Ferizaj/Uroševac. Construite au VIe siècle, elle est inscrite sur la liste des monuments culturels d'importance exceptionnelle de la république de Serbie.
La basilique est aujourd'hui en ruine.

## Présentation
La basilique est située dans un cimetière entre Nerodime e Epërme/Gornje Nerodimlje et Nerodimqa e Ultë/Donje Nerodimlje, à une dizaine de mètres de l'église Saint-Nicolas de Nerodimlje. En 1988, les fouilles du palais du roi serbe Milutin ont permis de mettre au jour un bâtiment monumental datant du VIe siècle, qui possède des peintures murales et un pavement en mosaïque. Au milieu de la plus grande salle se trouve un bassin situé dans l'axe de l'entrée et un escalier conduisant à un couloir. Les mosaïques couvrent la totalité du sol, l'extérieur et le haut de la piscine ainsi que l'escalier ; on y trouve essentiellement un décor géométrique mais aussi des motifs représentant des oiseaux et des fleurs. Les mosaïques sont constituées de cubes colorés en marbre, en marne et en pâte de verre. Les recherches archéologiques arrivent à la conclusion que si le bâtiment lui-même remonte à l'Antiquité tardive, le sol en mosaïque a été installé au temps de l'empereur byzantin Justinien. Les mosaïques de la basilique sont aujourd'hui conservées au Musée du Kosovo à Prishtinë/Pristina.
Dans la partie occidentale de l'édifice se trouvent également des arcades dans lesquelles sont représentés les sept sages de la Grèce, avec leurs noms et leurs maximes en latin.
La basilique a servi de lieu de culte après le VIe siècle, sans doute intégrée dans le palais des souverains serbes au XIVe siècle ; certains murs retrouvés sur le site datent du XVIIe siècle et certaines tombes du XIXe siècle.